# Aşıqbayram Su Anbarı
Aşıqbayram Su Anbarı (azerbajdzjanska: Aşıbayramlı Su Anbarı) är en reservoar i Azerbajdzjan.   Den ligger i distriktet İsmayıllı Rayonu, i den centrala delen av landet, 160 kilometer väster om huvudstaden Baku. Aşıqbayram Su Anbarı ligger 515 meter över havet. Arean är 0,47 kvadratkilometer. Den sträcker sig 1,4 kilometer i nord-sydlig riktning, och 0,7 kilometer i öst-västlig riktning.
Trakten runt Aşıqbayram Su Anbarı består till största delen av jordbruksmark. Runt Aşıqbayram Su Anbarı är det ganska glesbefolkat, med 34 invånare per kvadratkilometer.